# Saviselkä
Saviselkä är en del av en sjö i Finland. Den är en del av sjön Pyhäjärvi och ligger i Birkala i landskapet Birkaland, i den södra delen av landet, 160 km nordväst om huvudstaden Helsingfors. Saviselkä ligger 69 meter över havet.